# Anders Bergön
Anders Bergön, född 26 juni 1968 i Växjö, är en svensk fotograf.
Bergön blev yrkesverksam fotograf under 2010-talet, parallellt med sitt tidigare arbete inom arkitektur. Motiven omfattar landskap och byggnader samt i viss mån människor och porträtt. Bergön har influerats av bland andra konstnären Eugène Jansson och fotografen Gregory Crewdson.